# Bilder (album av Pugh Rogefeldt)
Bilder är ett samlingsalbum av den svenske rockmusikern Pugh Rogefeldt, utgivet på skivbolaget Pickwick 1993.
Albumet bestod av låtarna tidigare utgivna 1981–1985.

## Låtlista
Där inte annat anges är låtarna skrivna av Pugh Rogefeldt.
1. "Dansa min docka"
2. "Hotande segel"
3. "Röda rappet"
4. "Wild Horse"
5. "Tobacco Road"  (John D. Loudermilk)
6. "Tuggummit"
7. "Sista vakten"
8. "Are You Ready"
9. "Utan dej är jag noll"
10. "Tempel"
11. "Ungerska baletten"
12. "Ambulansen"

### Fotnoter
1. 1 2 3  ”Pugh Rogefeldt”. Svensk mediedatabas. http://smdb.kb.se/catalog/search?q=pugh+rogefeldt&x=0&y=0. Läst 20 januari 2013.